# كرايغ بلومبرغ
كرايغ بلومبرغ (بالإنجليزية: Craig Blomberg)‏ هو عالم عقيدة أمريكي، ولد في 3 أغسطس 1955.